# Tessaropa guanabarina
Tessaropa guanabarina är en skalbaggsart som beskrevs av Martins 1981. Tessaropa guanabarina ingår i släktet Tessaropa och familjen långhorningar. Inga underarter finns listade i Catalogue of Life.